# Корти, Клаудио
Клаудио Корти (итал. Claudio Corti; род. 25 июля 1987, Комо, Италия) — итальянский мотогонщик, участник чемпионатов мира по шоссейно-кольцевых мотогонок серии MotoGP и Супербайка. Чемпион Европы в классе Superstock 600 (2005).

## Биография
Родившись в Комо, Корти продвинулся по карьерной лестнице через чемпионат Италии 125GP и к 2004 году занял второе место в чемпионате Италии по Суперспорту. В 2005 году Корти перешел в Европейский Кубок Superstock 600cc Cup, проходящий на чемпионате мира по Супербайку пакет поддержки. Выступая за команду Тразимено, Корти и француз Жоанн Тиберио боролись за чемпионский титул, причем Корти претендовал на почетное место с восемью очками. Он закончил свои первые семь гонок на пьедестале почета, включая пять побед. Он также участвовал в итальянских сериях Supersport, Superstock и Superbike; он дважды занимал второе место в чемпионате Superstock в 2006 и 2007 годах и был вторым в Superbikes в 2008 году.